# Pendirjevka
Pendirjevka je potok, ki izvira pod Trdinovim vrhom, vzhodno od Sv. Miklavža na Gorjancih.
Sprava teče ob gozdni cesti do Cerovega Loga (tam je najbolj znan pritok izvir Minutnik), nato mimo vasi Orehovica, Gorenja Stara vas, Loka, Gorenje, Gradišče, kjer se izlije v Čadraški potok.
Le-ta je desni pritok reke Krke.